# (23257) Denny
(23257) Denny (2000 YW21) – planetoida z grupy pasa głównego asteroid okrążająca Słońce w ciągu 4,05 lat w średniej odległości 2,54 j.a. Odkryta 29 grudnia 2000 roku.